# Ezequiel Zamora (General)

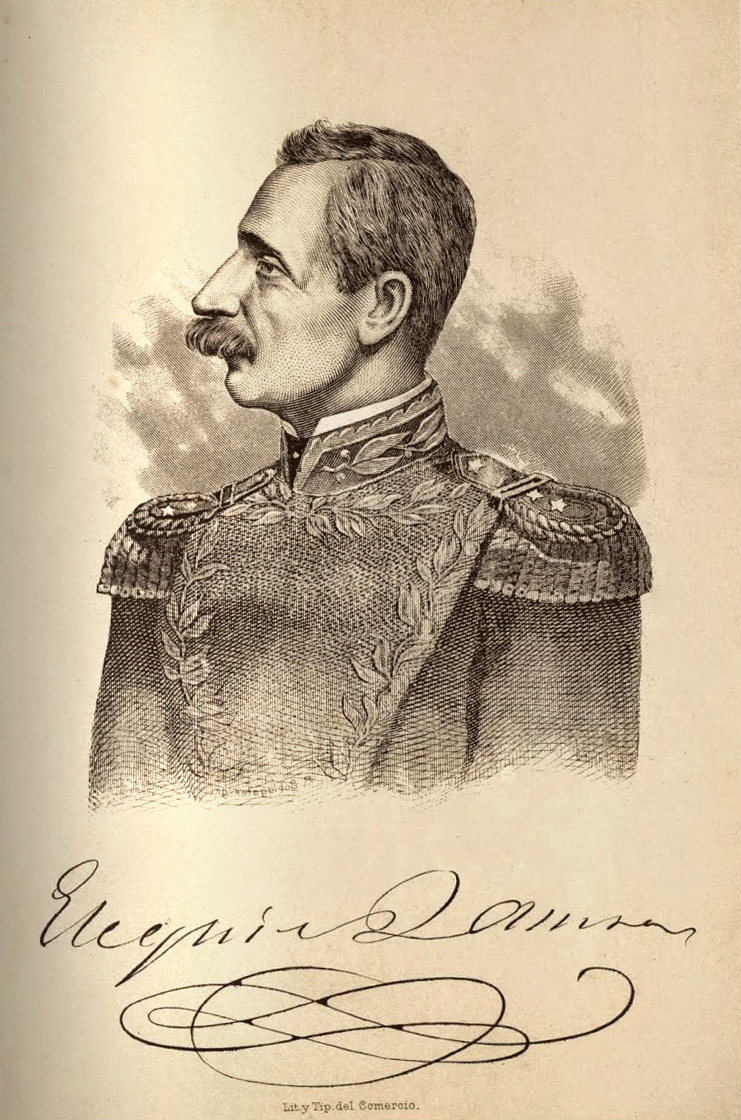
Ezequiel Zamora

Ezequiel Zamora (* 1. Februar 1817 in Cúa, Miranda; † 10. Januar 1860 in San Carlos, Cojedes) war ein venezolanischer Bürgerkriegsgeneral und ein Bauernführer des Guerra Federal von 1859 bis 1863.
Ezequiel Zamora war einer der Führer der Liberalen in den venezolanischen Bürgerkriegen des 19. Jahrhunderts. Zusammen mit Simón Bolívar und Simón Rodríguez wird er zu den drei herausragenden Persönlichkeiten der „Bolivarischen Bewegung“ gezählt. Am 20. Februar 1859 proklamierte er den grito de la federación. Er wird auch als „General des freien Volkes“ bezeichnet, denn am 10. Dezember 1859 bereitete er den Truppen der Großgrundbesitzer bei Santa Inés eine verheerende Niederlage, nachdem er diese zuvor auf ein für das Bauernheer günstiges Gelände gelockt hatte. Einen Monat später fiel er beim Angriff auf die Stadt San Carlos.
Heute gilt Ezequiel Zamora als Symbol für den Kampf der Bauern um Boden und für eine antioligarchische Politik. Nach ihm sind die Coordinadora Campesina Ezequiel Zamora, die Landbewegung Ezequiel Zamora und der Municipio Ezequiel Zamora, ein Bezirk im Bundesstaat Cojedes benannt.